# Раздельный (река)
Раздельный — река в Томской области России, левый приток Аргатъюла. Устье реки находится в 42 км от устья Аргатъюла по левому берегу. Протяжённость реки 10 км. Высота устья — 119 м. Высота истока — 145 м.

## Данные водного реестра
По данным государственного водного реестра России относится к Верхнеобскому бассейновому округу, водохозяйственный участок реки — Чулым от водомерного поста села Зырянское до устья, речной подбассейн реки — Чулым. Речной бассейн реки — (Верхняя) Обь до впадения Иртыша.
Код водного объекта — 13010400312115200022251.